# Aimé Haegeman
Aimé Haegeman (* 19. Oktober 1861 in Ixelles; † 19. September 1935 in Etterbeek) war ein belgischer Reiter. Bei den Olympischen Spielen 1900 in Paris trat er im Jagdspringen an. Dort gewann er mit seinem Pferd Benton II die Goldmedaille.